# Palau de Yıldız

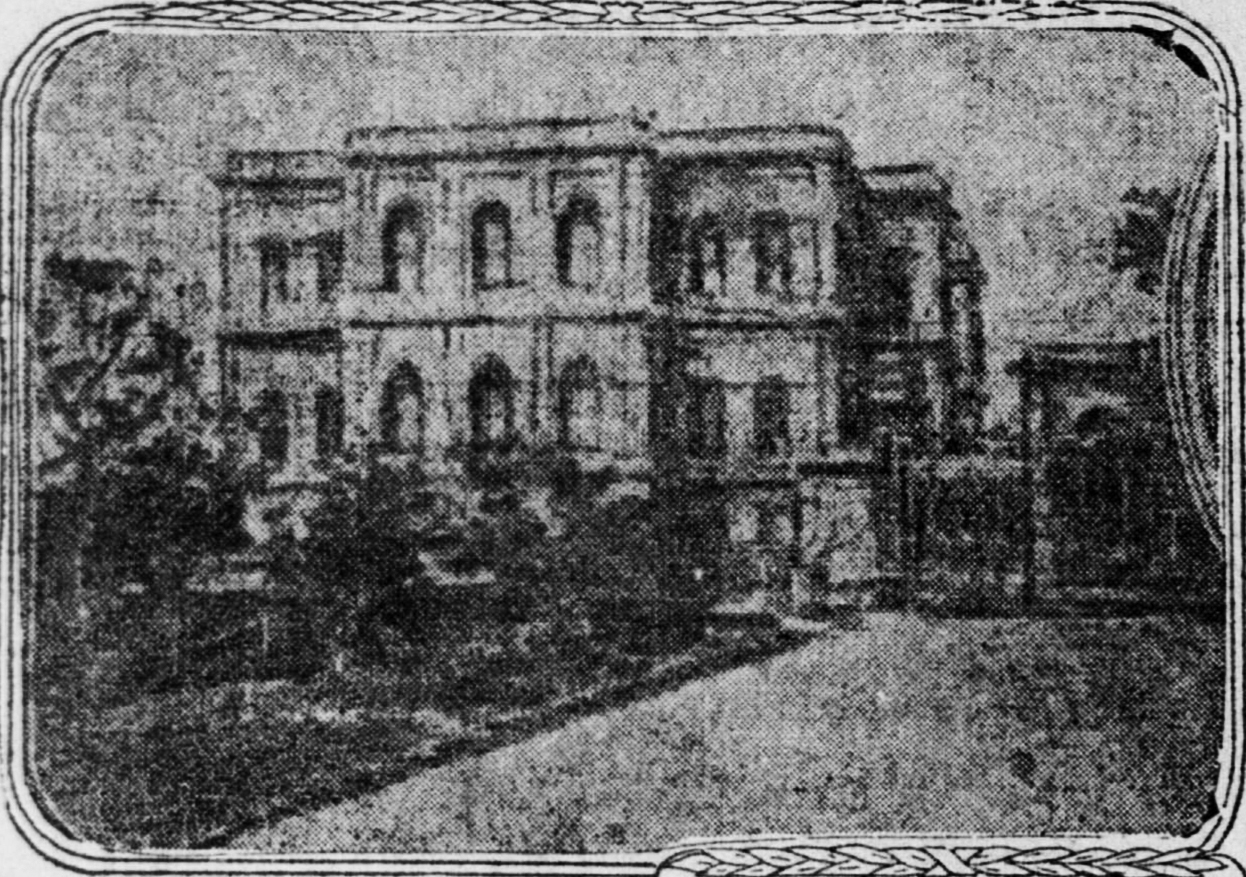
1909 vista del Palau de Yıldız

El Palau de Yıldız o Yıldız Sarayı Müzesi (turc per Museu del Palau de Yıldız) és un complex de mansions i pavellons que s'estén des del pujol de Yıldız a Ortaköy, en el districte de Beşiktaş en Istanbul. El primer edifici va ser construït pel sultà Selim III, encara que la construcció real del palau de Yildiz comença a mitjans del segle xix amb el sultà Abdülhamid II. El complex revela el luxe en què van viure els sultans. Podrà veure alguns objectes en exposició i alguns edificis del palau. Dins del palau de Yildiz, hi ha també un teatre i un bany turc molt bonics.